# Max Julius Dinklage
Pour les articles homonymes, voir Dinklage (homonymie).
Max Julius Dinklage, né le 14 février 1864 à Elfsfleth (Oldenbourg) et mort le 1er février 1935 à Ganta (Liberia) est un homme d'affaires et botaniste allemand, actif en Afrique de l'Ouest et centrale, où il récolte quelque 500 spécimens de plantes.
Les épithètes spécifiques de plusieurs espèces lui rendent hommage, telles que : Calpocalyx dinklagei, Cassipourea dinklagei (ou son isotype Dactylopetalum dinklagei), Cercestis dinklagei (en), Costus dinklagei (sv), Croton dinklagei, Culcasia dinklagei (sv), Dactyladenia dinklagei, Maschalocephalus dinklagei (sv), Samanea dinklagei ou Vitex dinklagei.

## Publications
- Liberia in seiner Bedeutung für Deutschlands Handel und zukünftige Versorgung, Hambourg, 1918, 43 p.
- Der Afrikanische Kontinent in geopolitischer Betrachtung unter besonderer Berücksichtigung des deutschen Kolonialgedankens, Hambourg, 1934, 48 p.